# Cecil Masters

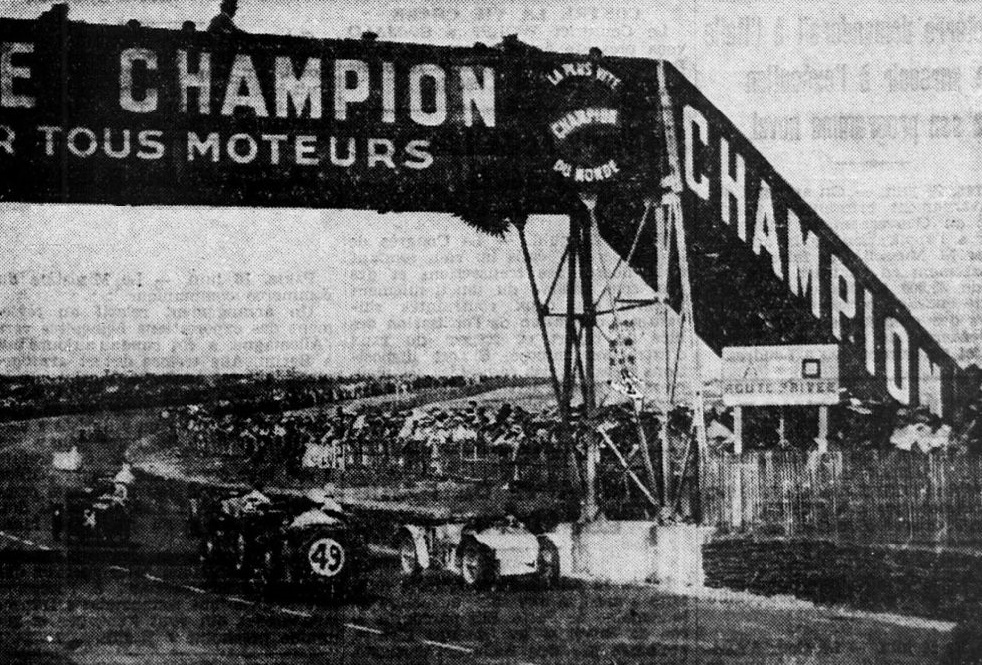
Der Austin 7 (weißes Fahrzeug, Startnummer 54) von Cecil Masters und Hylton Bridgman-Metchim beim 24-Stunden-Rennen von Le Mans 1934

Cecil Hume Masters (* 9. Oktober 1902 in London; † 31. Juli 1962 in Eastbourne) war ein britischer Autorennfahrer.

## Karriere als Rennfahrer
Cecil Masters startete in den 1930er-Jahren zweimal beim 24-Stunden-Rennen von Le Mans. Er war dabei Teamkollege seines Landsmanns Hylton Bridgman-Metchim, der zu beiden Rennen einen Austin 7 meldete. 1933 schied das Duo nach einem Kupplungsschaden am Austin aus. Im Jahr darauf beendete ein Motorschaden den Einsatz vorzeitig. Masters fuhr Rennen in Brooklands und ging zweimal bei der RAC Tourist Trophy ins Rennen. 1950 beendete er dort mit einem 12. Endrang seine Fahrerkarriere.

## Statistik

### Le-Mans-Ergebnisse
| Jahr | Team                    | Fahrzeug                | Teamkollege             | Platzierung | Ausfallgrund     |
| ---- | ----------------------- | ----------------------- | ----------------------- | ----------- | ---------------- |
| 1933 | Hylton Bridgman-Metchim | Austin 7 Chummy Special | Hylton Bridgman-Metchim | Ausfall     | Kupplungsschaden |
| 1934 | Hylton Bridgman-Metchim | Austin 7                | Hylton Bridgman-Metchim | Ausfall     | Motorschaden     |